# Championnats d'Europe de tennis de table 1960
Navigation
Édition précédente Édition suivante
Les championnats d'Europe de tennis de table 1960, deuxième édition des championnats d'Europe de tennis de table, ont lieu du 5 au 12 avril 1960 à Zagreb, en Yougoslavie.
Le titre messieurs a été remporté par le hongrois Zoltán Berczik.